# Cyclosa huila
Cyclosa huila Levi, 1999 è un ragno appartenente alla famiglia Araneidae.

## Etimologia
Il nome della specie deriva dal dipartimento colombiano di Huila, nel cui territorio sono stati rinvenuti i primi esemplari

## Caratteristiche
L'olotipo femminile ha dimensioni: cefalotorace lungo 1,5 mm, largo 1,3 mm; opistosoma lungo 3,5 mm.

## Distribuzione
La specie è stata reperita nella Colombia centromeridionale: nella località di Finca Meremberg, 10 km ad est di Santa Leticia a 2300 m.s.m., nel dipartimento di Huila.

## Tassonomia
Al 2013 non sono note sottospecie e dal 1999 non sono stati esaminati nuovi esemplari.